# 애벌론 공항
애벌론 공항(영어: Avalon Airport)은 멜버른 남서쪽으로 약 50km 떨어진 질롱 지역의 북부에 있다. 멜버른 툴라마린 지역에 있는 멜버른 공항(영어: Melbourne Tullamarine International Airport)과의 혼동에 유의하여야 한다.

## 역사
1953년에 군사적인 목적으로 개항했다. 1959년 콴타스 항공이 조종사 훈련을 위한 기지를 만들었고, 1993년 9월에는 이 시설을 이용해 전일본공수의 조종사를 훈련시키기도 하였다. 또한 이 공항에서는 1988년부터 2년 혹은 3년을 주기로 (현재는 2년주기) 오스트레일리아 국제 에어쇼가 개최되고 있으며, 10회 행사였던 2007년에는 1000여대의 각종 항공기가 전시되었다.
2018년부터 에어아시아 X의 쿠알라룸푸르- 멜버른 노선이 애벌론에서 취항 중이다.

## 사진

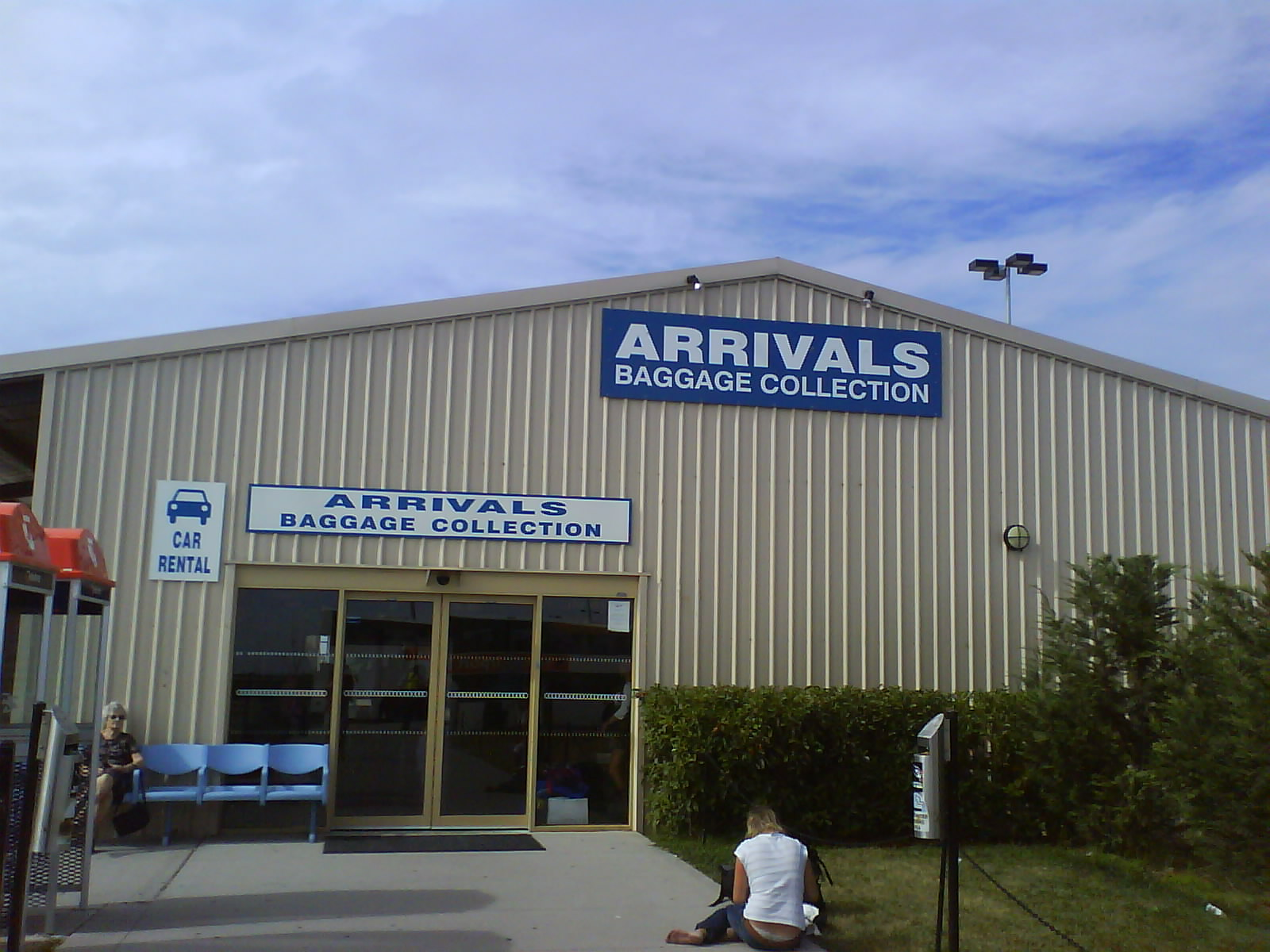
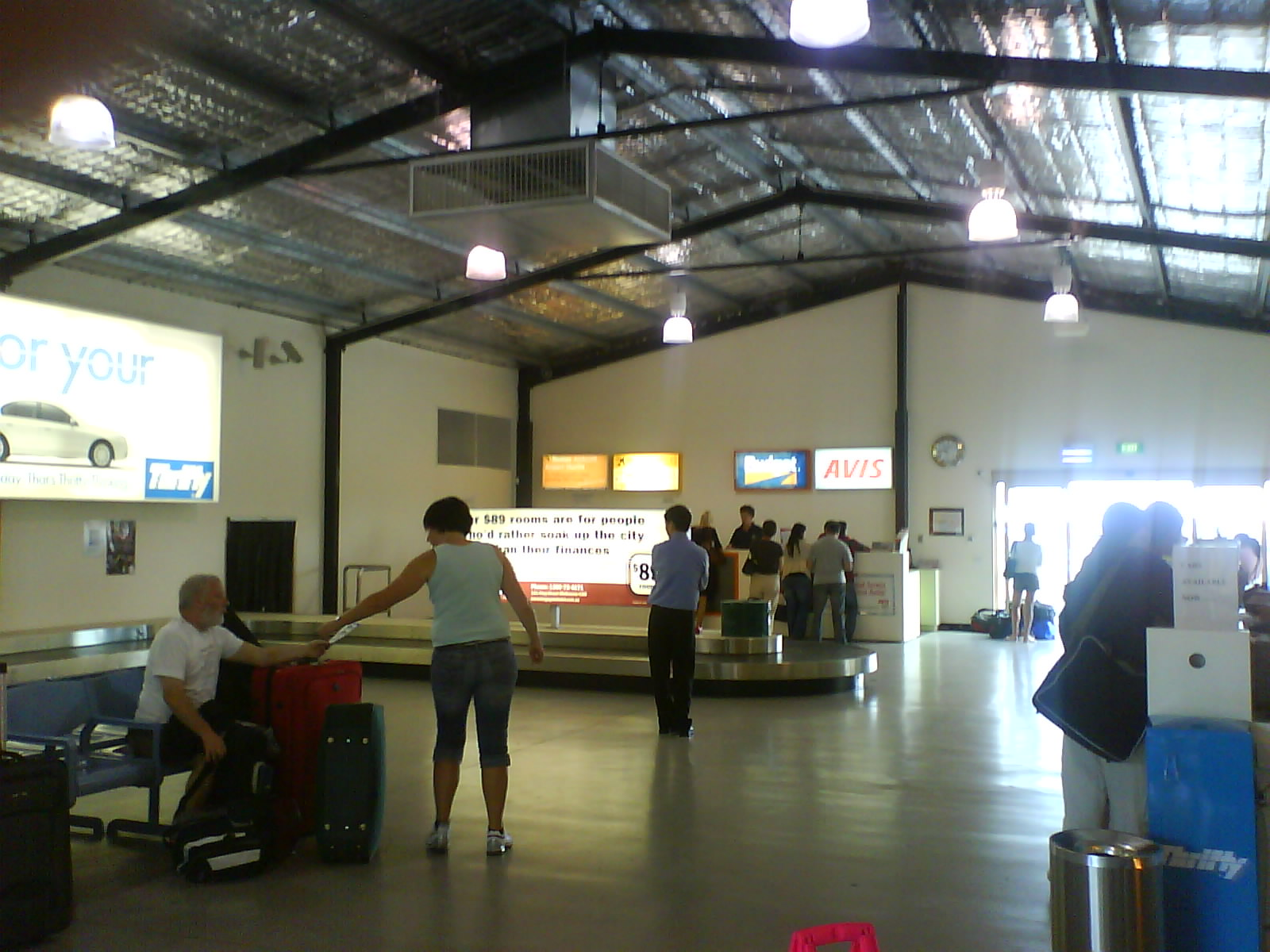
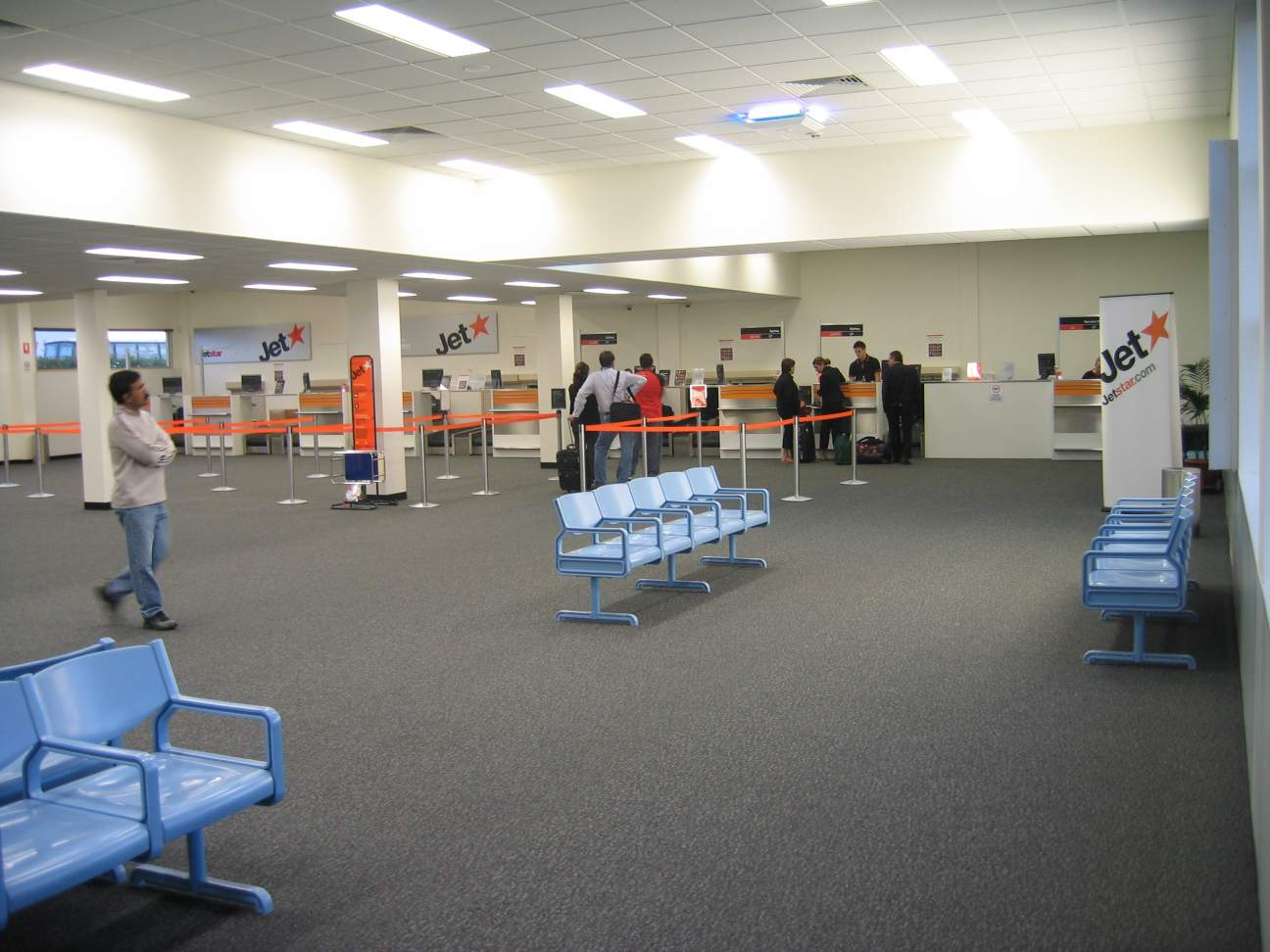
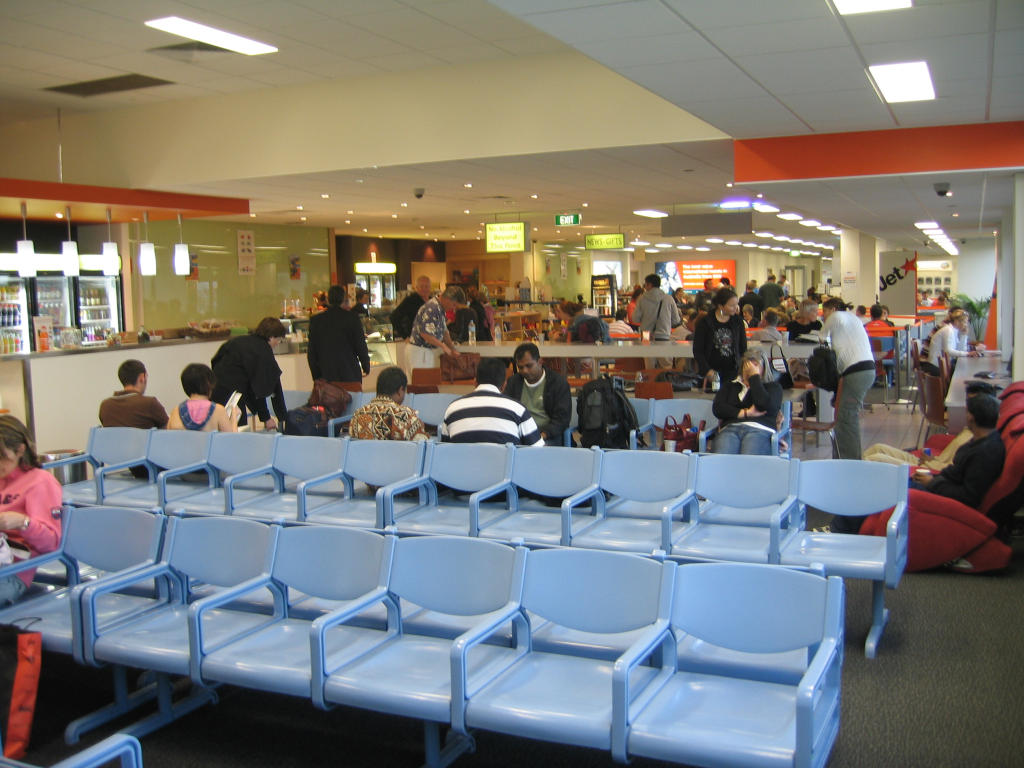
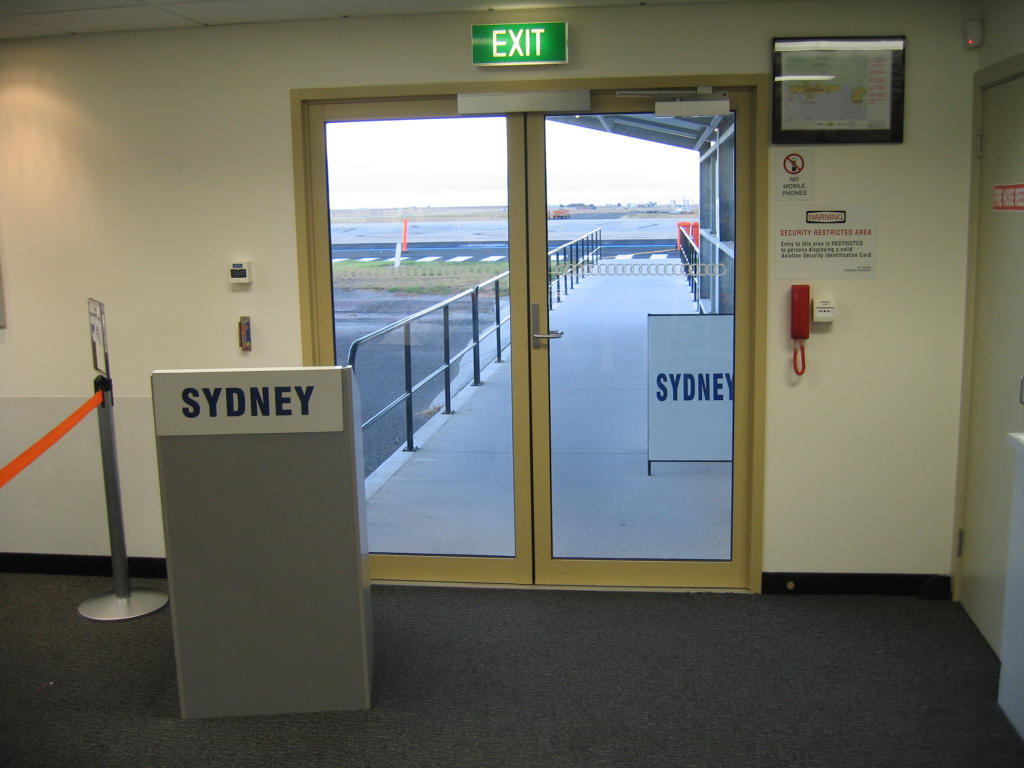
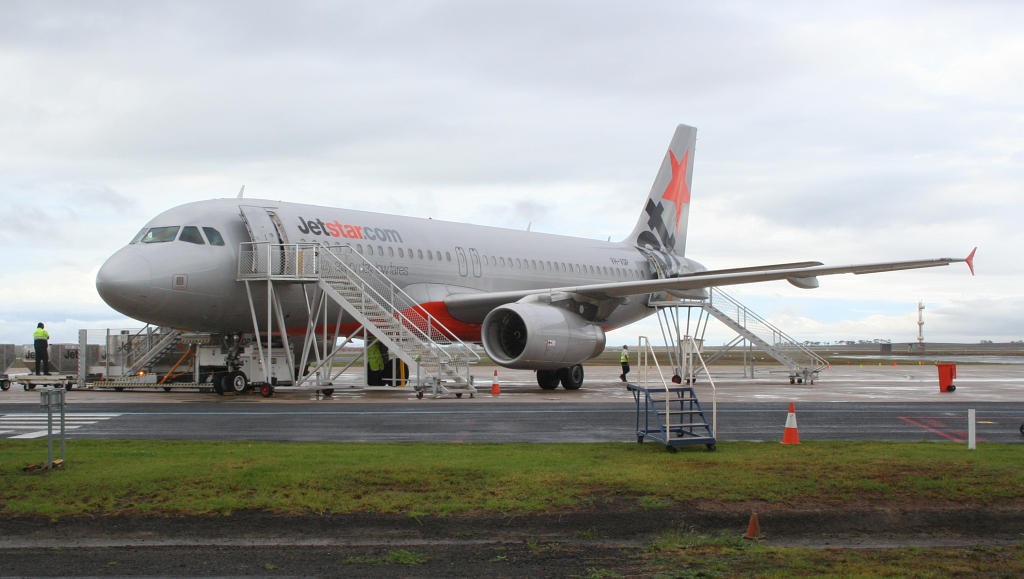

## 운항 노선

### 국내선
| 항공사        | 목적지                                   |
| ------------- | ---------------------------------------- |
| 제트스타 항공 | 브리즈번, 시드니, 골드코스트, 애들레이드 |

### 국제선
| 항공사       | 목적지         |
| ------------ | -------------- |
| 에어아시아 X | 쿠알라룸푸르   |
| 시티링크     | 덴파사르(발리) |

## 같이 보기
- 멜버른 공항